# 徳光和夫のトクセンお宝映像!
徳光和夫のトクセンお宝映像!（とくみつかずおのトクセンおたからえいぞう）は、BS日テレで2010年10月5日から2013年3月25日まで放送されていた情報番組で、徳光和夫の冠番組である。
ここでは、2009年10月7日から2010年3月31日まで放送されていた前身番組『徳光和夫のトクセン!!』についても述べる。

## 番組概要

### 徳光和夫のトクセン!!
- 2009年10月7日から2010年3月31日まで、水曜日20:00～20:54（JST。以下同）に放送。全23回。
- 「BS日テレでしか作れない番組を」という徳光の思いから生まれたドキュメンタリー番組。取り上げたジャンルはスポーツから芸能、音楽、社会、サブカルチャーまでと幅広かった。

### 徳光和夫のトクセンお宝映像!
- 2010年10月5日より火曜日19:00〜19:54に放送。
- 毎回芸能人・著名人(故人含む)1組を取り上げ、BS日テレの母体である日本テレビが保有する豊富な映像をもとに、その人物像に迫る。徳光和夫は毎回取り上げる人物、あるいは関連する人物と、ゆかりの場所で対談し番組を進めていく。
- ナレーションは近石真介が担当する。
- 原則として、本放送の翌週は再放送となるため[1]、実質隔週の放送となっている。

2011年10月6日より水曜日20:00～20:54に移動、『トクセン!!』以来の日時に戻る。

## 放送リスト
※（　）内は初回放送日

### 徳光和夫のトクセン!!
1. お笑い界に激震! 世界に飛び出すコメディアン・が〜まるちょば（2009年10月7日）
2. 驚く進化を遂げたゲームの世界（2009年10月14日）
3. 落語新時代!ブームの真相を探る（2009年10月21日）
4. 石川遼に追い付け追い越せ! ジュニアゴルフの舞台裏（2009年11月4日）
5. 世界に挑む小さな登山家・栗城史多（2009年11月11日）
6. 雑誌の付録が今アツい! 大人もハマる驚異の世界（2009年11月18日）
7. 現代冠婚葬祭事情（2009年12月2日）
8. 負けるもんか! 農家に賭ける若者たち（2009年12月9日）
9. 新店続々! 今、銀座が面白い!（2009年12月16日）
10. ブーム再び! ムード歌謡の魅力にせまる（2009年12月23日）
11. 密着! 長谷川穂積 最強チャンプの素顔（2010年1月6日）
12. なんでここまで!? 激安店の秘密に迫る（2010年1月13日）
13. 現代の若者像　草食男子の真実と本音（2010年1月20日）
14. あなたは人情派? スタイル派? 現代居酒屋事情（2010年1月27日）
15. 浅草に新風を! 人気芸人・ロケット団の素顔（2010年2月3日）
16. 伝統と流行の街・いま横浜が面白い!（2010年2月10日）
17. あなたはなんで選ぶ? 流行文具の魅力と謎（2010年2月17日）
18. 春の新作から女王まで 名物駅弁の裏側（2010年2月24日）
19. 原監督に独占取材 「育てながら勝つ!」育成法の秘密（2010年3月3日）
20. 開幕!女子プロ野球 夢を叶えた女たち（2010年3月10日）
21. 最先端の医療とサービスを! 大人気病院のウラ側（2010年3月17日）
22. 知って得する! 最新家電のウラ側（2010年3月24日）
23. 新・演歌の女王 水森かおり人気の秘密（2010年3月31日）

### 徳光和夫のトクセンお宝映像!
1. 昭和の歌姫・美空ひばり 前編（2010年10月5日）
2. 昭和の歌姫・美空ひばり 後編（2010年10月19日）
3. 昭和の爆笑王・林家三平（2010年11月2日）
4. 永遠の若大将・加山雄三（2010年11月16日）
5. 稀代の名優・森繁久弥（2010年11月30日）
6. 伝説のお笑いコンビ・コント55号（2010年12月7日）
7. もう一度見たい!昭和の名人芸（2011年1月4日）
8. 涙と笑い! ズームイン!!朝! 名場面集（2011年1月18日）[2]
9. 天才落語家・立川談志（2011年1月25日）
10. 演歌の女王・八代亜紀（2011年2月8日）
11. 帰ってきたフォークソング伝説（2011年2月22日）
12. 武豊父子が語る 昭和・平成の競馬名勝負（2011年3月8日）
13. もう一度見たい! 昭和の名人たち Part2（2011年3月22日）
14. 国民的歌手・三波春夫（2011年4月19日）
15. 永遠のヒロイン オードリー・ヘプバーン（2011年5月3日）
16. 甦るウエスタンカーニバル! 永遠のロカビリー（2011年5月16日）
17. 永遠の歌姫・テレサ・テン（2011年6月7日）
18. 伝説のマジシャン・島田晴夫（2011年6月21日）
19. 歌う映画スター マイトガイ・小林旭（2011年7月5日）
20. 加藤登紀子 〜愛の歌・時代の唄〜（2011年7月12日）
21. 昭和を彩ったスターたち（2011年8月2日）
22. 演歌熱唱 都はるみ（2011年8月9日）
23. 拳に秘めた歌への想い 五木ひろし（2011年8月23日）
24. ヒット曲の仕掛け人 小椋佳の世界（2011年9月6日）
25. 日本の心を歌う ～由紀さおり・安田祥子～（2011年9月13日）
26. もう一度見たい!昭和の名人芸 Part3（2011年9月27日）
27. 誰も知らない Mr.マリック（2011年10月5日）
28. 大相撲名勝負（2011年10月19日）
29. 永遠の二枚目 アラン・ドロン（2011年11月16日）
30. 世界の恋人 マリリン・モンロー（2011年12月7日）
31. 正月の風物詩 箱根駅伝 名場面（2011年12月21日）
32. チョモランマ 世界初の生中継（2012年1月4日）
33. 大相撲名勝負パート2!（2012年2月1日）
34. 演歌にこめる魂 北島三郎（2012年2月8日）
35. 中村雅俊が明かす 名曲&ドラマの舞台裏（2012年2月15日）
36. THE KING OF ROCK'N'ROLL エルヴィス・プレスリー（2012年2月22日）
37. 大いなる西部劇（2012年2月29日）
38. 星の王子さま 五代目三遊亭圓楽（2012年3月7日）
39. 帰ってきたフォークソング伝説 パート2（2012年3月14日）
40. 女の情念を歌う 石川さゆり（2012年3月21日）
41. 落語界の風雲児 立川談志（2012年3月28日）
42. 永遠のスター! 石原裕次郎 渡哲也が語る25年目の真実（2012年4月4日）
43. 全日本仮装大賞笑いと涙の傑作選 欽ちゃんが見つめた33年（2012年4月11日）
44. 落語界の風雲児 立川談志 第2弾（2012年4月18日）